# Statilia ocellata
Statilia ocellata är en bönsyrseart som beskrevs av Boris Petrovich Uvarov 1922. Statilia ocellata ingår i släktet Statilia och familjen Mantidae. Inga underarter finns listade i Catalogue of Life.